# Justus Friedrich Kritz
Justus Friedrich Kritz (Erfurt, 1798 – Erfurt, 21 aprile 1869) è stato un filologo classico tedesco.
Studiò filologia presso le università di Jena e Berlino, dove fu lo studente di August Böckh. Fu membro dei seminari filologici dell'Università di Berlino (1819-21) e servì come assistente insegnante presso il Grauen Kloster e presso il Köllnisches Gymnasium di Berlino. Dal 1824 al 1867 insegnò presso il ginnasio di Erfurt. Nel 1835 raggiunse il titolo di professore.

## Opere principali
- C. Sallusti Crispi Opera quae supersunt (3 volumi 1828–53).
- M. Vellei Paterculi quae supersunt ex historiae Romanae, 1848.
- Parallelgrammatik der griechischen und lateinischen Sprache (con Friedrich Berger, 1848).
- De codicibus Bibliothecae Amplonianae Erfurtensis potioribus, 1850.
- Catilina, Iugurtha, Historiarum fragmenta, 1856.
- De glossematis falso Taciti Agricolae imputatis, 1857.
- Die fragmente des Sallust, 185.
- P. Cornelii Taciti Agricola, 1859.
- Cornelii Taciti De situ ac populis Germaniae liber (con Wilhelm Hirschfelder, 1878).[3][4]